# Lionel Guérin
Lionel Guérin, né en 1956 à Paris, est un chef d'entreprise et homme politique français. Il a notamment été PDG de la compagnie aérienne Hop! de janvier 2013 à fin 2016.

## Biographie

### Formation
Lionel Guérin est diplômé de l'Ecole Nationale Supérieure de Mécanique et d'Aérotechnique (Poitiers) et breveté Pilote de Ligne à l'Ecole Nationale de l'Aviation Civile.

### Carrière en entreprise
Jeune diplômé ingénieur, Lionel Guérin est embauché en tant directeur technique d’Europe Aéro Service responsable de la maintenance de la flotte.
Après sa formation à l'ÉNAC, il devient pilote de ligne au sein des compagnies aériennes Uni Air, Air Inter et Air France.
Au sein de la compagnie nationale, il devient commandant de bord sur Airbus A320, instructeur pilote de ligne et responsable des standards opérationnels, avant de créer en 1999, la compagnie aérienne régionale Airlinair.
Il avait créé en 1990 avec d'autres associés la société de maintenance aéronautique ALTO qui deviendra Airlinair Industries et en 2002, Aérolinair, compagnie basée sur l'aéroport de Périgeux, exploitant le secteur "Beechcraft 1900D" pour Airlinair.
De février 2007 à janvier 2013, Lionel Guérin a été également président Directeur général/créateur de Transavia France.
De janvier 2013 à décembre 2016, Lionel Guérin a été le créateur et le Président de  HOP! regroupant les compagnies aériennes Airlinair, Britair et Régional Airlines. Il a été également Directeur Général Délégué de Air France HOP! et Directeur Général Adjoint du court courrier et des escales France d’Air France.
En septembre 2011, Lionel Guérin est pressenti pour prendre la présidence d'Air France et succéder ainsi à Pierre-Henri Gourgeon. Soutenu par Jean-Cyril Spinetta,,, il n'est finalement pas retenu, au profit de Alexandre de Juniac.
En avril 2016, Lionel Guérin est pressenti pour prendre la présidence d'Air France/KLM et succéder ainsi à Alexandre de Juniac. Il n'est pas retenu au profit de Jean Marc Janaillac.
En décembre 2024, il est nommé Président Directeur Général d’Air Moana.

### Activités politiques
De 2003 à 2013, Lionel Guérin a présidé la Fédération nationale de l’aviation marchande et la Chambre syndicale du transport aérien. Il a été également membre du Conseil supérieur de l’aviation marchande. De 2006 à 2011, il est conseiller consultatif auprès de la succursale Banque de France de Créteil.
Lionel Guérin se dit écologiste, passionné de perroquets et soutenant un transport aérien durable,,.
Lionel Guérin est Président et créateur de l'association Hopbiodiversité devenu aérobiodiversité (Aérobiodiversité.com)

### Implications académiques
Lionel Guérin est parrain de la promotion 2010 de l'ENSMA de Poitiers.

## Vie personnelle
Lionel Guérin est père de trois enfants.

## Décorations
- Chevalier de la Légion d'honneur Il est fait chevalier le 31 décembre 2008[20].
- Officier de l'ordre national du Mérite Il est directement fait officier le 29 mai 2019[21].